# Italo Zilioli
Italo Zilioli (Torino, 24 settembre 1941) è un ex ciclista su strada e pistard italiano.
Professionista dal 1962 al 1976, conta la vittoria di cinque tappe al Giro d'Italia, una al Tour de France, un Campionato di Zurigo, una Tirreno-Adriatico e un Trofeo Laigueglia.
Nel Tour de France 1970 ha vestito per sei giorni la maglia gialla simbolo del primato in classifica generale, mentre al Giro d'Italia, pur salendo per quattro volte sul podio conclusivo, non è mai riuscito ad indossare la maglia rosa.

## Carriera
Cresciuto sotto la guida di Vincenzo Giacotto, venne scoperto da Tolmino Gios nella sua città natale nel 1958. L'anno successivo si impose nel campionato italiano allievi e, dopo alcuni anni nelle categorie minori, rivestiti di ottimi risultati, ebbe modo di passare professionista con la Carpano nel 1962, venendo subito chiamato, con il comune appellativo per l'epoca, nuovo Coppi, per la padronanza con cui gestiva il mezzo.
Il talento di Zilioli esplose subito e nel 1963 vinse nell'arco di un mese quattro importanti corse del calendario italiano: Tre Valli Varesine, Giro dell'Appennino, Giro del Veneto e Giro dell'Emilia, risultati questi che rafforzarono l'etichetta di nuovo Coppi. Per tre anni consecutivi, dal 1964 al 1966, si piazzò al secondo posto nella Corsa Rosa, contendendo fino all'ultimo la vittoria finale. Successivamente Zilioli raccolse nel corso della sua carriera ancora numerose classiche del panorama italiano.
Il suo risultato più prestigioso fu il Campionato di Zurigo del 1966, ma conquistò anche una tappa al Tour de France e diversi successi parziali al Giro d'Italia, di cui non vinse mai la classifica finale, pur arrivando per ben quattro volte sul podio. Nel 1970 e 1971 vinse due gare a tappe importanti, la Tirreno-Adriatico e la Settimana Catalana. Ottimi anche i risultati ai campionati del mondo con un quinto posto nel 1964 e un sesto nel 1966 e in quello nazionale. Ebbe anche modo di lavorare nella squadra di Eddy Merckx e nel 1970 indossò per alcune tappe la maglia gialla di leader del Tour de France.
Oggi vive in provincia di Cuneo e in passato ha ricoperto l'incarico di responsabile delle partenze di tappa al Giro d'Italia.

## Palmarès
- 1963 (Carpano, cinque vittorie)

1ª tappa Tour de Suisse (Zurigo > San Gallo)
Tre Valli Varesine
Giro dell'Appennino
Giro del Veneto
Giro dell'Emilia
- 1964 (Carpano, cinque vittorie)

Coppa Sabatini
Coppa Agostoni
Giro del Veneto
Grand Prix de Monaco
- 1965 (Sanson, quattro vittorie)

18ª tappa Giro d'Italia (Biandronno > Saas-Fee)
Nice-Mont Angel (corsa in salita)
Giro del Ticino
Gran Premio de Vizcaya
- 1966 (Sanson, due vittorie)

Meisterschaft von Zürich
Gran Premio Industria e Commercio di Prato
- 1968 (Filotex, tre vittorie)

5ª tappa Giro d'Italia (Sanremo > Sanremo)
Giro di Campania
3ª tappa Tirreno-Adriatico (Frosinone > Pescasseroli)
- 1969 (Filotex, una vittoria)

19ª tappa Giro d'Italia (San Pellegrino Terme > Folgaria)
- 1970 (Faemino, otto vittorie)

2ª tappa, 2ª semitappa Vuelta a Levante (Elche > Elche)
1ª tappa, 2ª semitappa Setmana Catalana de Ciclisme (Reus > Igualada)
2ª tappa Setmana Catalana (Igualada > Soldeu)
Classifica generale Setmana Catalana
Giro delle Marche
10ª tappa Giro d'Italia (Terracina > Rivisondoli)
2ª tappa Tour de France (La Rochelle > Angers)
Giro del Piemonte
- 1971 (Ferretti, cinque vittorie)

Trofeo Laigueglia
2ª tappa Tirreno-Adriatico (Alatri > Pescasseroli)
Classifica generale Tirreno-Adriatico
2ª tappa Setmana Catalana (Tarragona > Hospitalet)
5ª tappa Setmana Catalana (Manlleu > Soldeu)
- 1972 (Salvarani, una vittoria)

10ª tappa Giro d'Italia (Roma > Monte Argentario)
- 1973 (Dreherforte, tre vittorie)

Coppa Placci
Giro dell'Appennino
Gran Premio Montelupo
- 1974 (Dreherforte, una vittoria)

2ª tappa Tirreno-Adriatico (Frosinone > Pescasseroli)
- 1975 (Magniflex, una vittoria)

2ª tappa, 2ª semitappa Tirreno-Adriatico (Frascati > Monte Livata)

## Piazzamenti

### Grandi giri
- Giro d'Italia

1963: 18º
1964: 2º
1965: 2º
1966: 2º
1967: ritirato
1968: 4º
1969: 3º
1970: 5º
1971: 22º
1972: ritirato
1973: 14º
1974: ritirato
1975: 39º
1976: 16º
- Tour de France

1968: ritirato
1970: 13º
1972: ritirato

### Classiche monumento
- Milano-Sanremo

1963: 71º
1964: 32º
1965: 14º
1967: 23º
1970: 4º
1971: ritirato
1972: 32º
1973: 40º
1974: 11º
1975: 8º
- Giro delle Fiandre

1963: ritirato
1967: 39º
- Parigi-Roubaix

1963: 54º
1964: 24º
- Liegi-Bastogne-Liegi

1964: 24º
1967: 15º
1970: 9º
- Giro di Lombardia

1962: 14º
1963: 5º
1964: 5º
1965: 15º
1966: 7º
1967: ritirato
1970: ritirato
1971: 7º
1972: ritirato
1973: 10º
1974: 23º
1975: 14º

### Competizioni mondiali
- Campionati del mondo

Ronse 1963 - In linea: 20º
Sallanches 1964 - In linea: 5º
San Sebastián 1965 - In linea: 16º
Nürburgring 1966 - In linea: 6º
Leicester 1970 - In linea: 66º
Mendrisio 1971 - In linea: 50º
Barcellona 1973 - In linea: 32º